# Alep Mäkak
Alep Mäkak är en sjö i Arjeplogs kommun i Lappland och ingår i Piteälvens huvudavrinningsområde. Sjön har en area på 1,58 kvadratkilometer och ligger 494,1 meter över havet. Alep Mäkak ligger i Piteälven Natura 2000-område. Sjön avvattnas av vattendraget Piteälven.

## Delavrinningsområde
Alep Mäkak ingår i det delavrinningsområde (741738-154798) som SMHI kallar för Utloppet av Alep Mäkak. Medelhöjden är 602 meter över havet och ytan är 8,6 kvadratkilometer. Räknas de 67 avrinningsområdena uppströms in blir den ackumulerade arean 1 108,93 kvadratkilometer. Avrinningsområdets utflöde Piteälven mynnar i havet. Avrinningsområdet består mestadels av skog (37 procent) och kalfjäll (44 procent). Avrinningsområdet har 1,64 kvadratkilometer vattenytor vilket ger det en sjöprocent på 19 procent.